# Fort Green
Fort Green – jednostka osadnicza w Stanach Zjednoczonych, w stanie Floryda, w hrabstwie Hardee.